# ريتشارد إيفانز (لاعب كرة قدم)
ريتشارد إيفانز (بالإنجليزية: Richard Evans)‏ هو لاعب كرة قدم بريطاني، ولد في 12 أبريل 1968 في Ebbw Vale ‏ في المملكة المتحدة. لعب مع كارديف سيتي ونادي بريستول روفيرز ونيوبورت كونتي.